# Groupe BPCE
Die Groupe BPCE ist eine der größten Bankengruppen in Frankreich, entstanden am 31. Juli 2009 aus der Fusion der Groupe Banque Populaire (Volksbank) und der Groupe Caisse d’Epargne (Sparkasse).
Die Bank ist eine der Großbanken, die vom Financial Stability Board (FSB) auf der Liste global systemrelevanter Banken als „systemically important financial institution“ (systemrelevantes Finanzinstitut) eingestuft wurden.
Die BPCE-Gruppe ist die zweitgrößte französische Genossenschaftsbank hinter dem Crédit Agricole.

## Kennzahlen
Das neu geschaffene Institut hatte am 31. Dezember 2009 rund 37 Millionen Kunden (davon 7 Millionen Mitglieder), verfügte über rund 8.200 Filialen und beschäftigte etwa 127.000 Menschen. Das Eigenkapital betrug 37,6 Milliarden Euro und die Bilanzsumme 1029 Milliarden Euro. Die Gruppe besaß einen Marktanteil von 20 Prozent im Privatkundengeschäft in Frankreich.

## Unternehmensstruktur
Die Bank BPCE begann ihre Geschäftstätigkeit am 31. Juli 2009 nach den außerordentlichen Hauptversammlungen der Groupe Caisse d’Epargne (Sparkasse) und Groupe Banque Populaire (Volksbank). Mit einem Wert von 16 Milliarden Euro ist BPCE das zentrale Organ der neuen Gruppe, die von den beiden Netzwerken für fünf Jahre kontrolliert wird. Die französische Regierung hält Vorzugsaktien, aber ohne Stimmrecht.
Groupe Caisse d’Epargne und Groupe Banque Populaire bleiben innerhalb der BPCE weiter bestehen und vertreiben die Produkte unter ihrer eigenen Marke. Die Rechtsform der BPCE ist die einer Aktiengesellschaft mit Vorstand und Aufsichtsrat. Letzterer hat 18 Mitglieder, darunter 7 aus der Groupe Caisse d’Epargne und 7 aus der Groupe Banque Populaire. Der Staat hat vier Vertreter im Aufsichtsrat, während die Mitarbeiter zwei haben. Der Vorsitzende ist Laurent Mignon.

## Geschäftsbereiche
BPCE ist in folgenden Bereichen tätig:
- Komplettangebot an Bank-, Finanz- und Immobiliendienstleistungen; Investmentarm ist die Natixis
- private Altersvorsorge
- Kreditversicherung oder Factoring für Unternehmen
- elektronischer Zahlungsverkehr und Franchisesysteme für Händler

## Übernahmen
Am 28. Juli 2016 wurde die Übernahme des deutschen FinTech-Unternehmens der Fidor Gruppe mit der dazugehörigen Direktbank Fidor Bank bekannt gegeben.

## Kritik
Im September 2010 wurde BPCE zusammen mit zehn anderen Banken vom Conseil de la Concurrence zu einer Geldbuße in Höhe von 381,1 Millionen Euro verurteilt. Die Banken hatten eine Verabredung getroffen, der zufolge sie von Januar 2002 bis Juli 2007 von ihren Kunden 4,3 Cent Scheckgebühren je Scheck verlangten, um Extragewinne zu erzielen. Dies betraf 80 Prozent der in Frankreich verwendeten Schecks. Bis 2002 war der Scheckverkehr in Frankreich kostenfrei. Nach dem Einschreiten der Bankenaufsicht, die die Gewinne „unrechtmäßig“ nannte, wurde diese Praxis beendet. Die Banken dieses Kartells wurden außerdem für überzogene Gebühren mit zusammen 3,8 Millionen Euro bestraft. BPCE spielte nach Ansicht des Conseil de la Concurrence eine führende Rolle im Kartell, weswegen ihre Strafe 10 Prozent höher ausfiel. Sie wurde um weitere 20 Prozent erhöht, da BPCE bereits im Jahr 2000 wegen Wettbewerbsbehinderung zu einer Strafe verurteilt worden war.